# Aplastodiscus perviridis
Aplastodiscus perviridis és una espècie de granota que viu a l'Argentina, el Brasil i, possiblement també, al Paraguai.